# Cystammina
Cystammina es un género de foraminífero bentónico de la subfamilia Ammosphaeroidininae, de la familia Ammosphaeroidinidae, de la superfamilia Recurvoidoidea, del suborden Lituolina y del orden Lituolida. Su especie tipo es Trochammina pauciloculata. Su rango cronoestratigráfico abarca desde el Eoceno hasta la Actualidad.

## Discusión
Clasificaciones previas incluían Cystammina en la superfamilia Haplophragmioidea, así como en el suborden Textulariina del orden Textulariida, o en el orden Lituolida sin diferenciar el suborden Lituolina.

## Clasificación
Cystammina incluye a las siguientes especies:
- Cystammina aguayoi
- Cystammina argentea
- Cystammina pauciloculata
- Cystammina spiculifera
- Cystammina subgaleata
- Cystammina sveni

Otra especie considerada en Cystammina es:
- Cystammina galeata, aceptado como Buzasina galeata